# Christian Mentzel
Christian Mentzel (ou Christianus Mentzelius) (Fürstenwalde 1622 - Berlin 1701), médecin, botaniste et sinologue prussien.
Il s'adonne dans les derniers temps de sa vie à l'étude de la langue chinoise et est l'auteur d'un célèbre dictionnaire germano-chinois. Il est également l'auteur d'un livre sur le Brésil. Membre de l'Académie impériale des Curieux de la Nature, il entretenait une correspondance avec les principaux savants de l'Europe. Il est le médecin personnel de l'électeur de Brandebourg. 
Linné lui dédie en 1753 le genre Mentzelia de famille des Loasaceae.

## Publications
- Index nominum plantarum universalis, Diversis Terrarum, Gentiumque Linguis quotquot ex Auctoribus ad singula Plantarum Nomina excerpi & juxta seriem A.B.C. collocari potuerunt, ad Unum redactus, videlicet: Europæorum Latinâ sive veter Romanâ, Græcâ ... Asiaticorum, Hebræâ, Chaldaicâ, Syriacâ, Arabicâ, Turcicâ cum sua Tripolitana &c... Africanorum Aegyptiacâ, Aethiopicâ, Mauritanicâ sive Barbaricâ ... Americanorum, Brasilianâ, Virginianâ, maexicanâ & adjacantium populorum ... Characteribus Latinorum, Graecorum & Germanorum ... Berolini, Ex officina Rungiana, 1682

## Sources
- Notices d'autorité :   - VIAF
  - ISNI
  - IdRef
  - LCCN
  - GND
  - Italie
  - CiNii
  - Belgique
  - Pays-Bas
  - Pologne
  - NUKAT
  - Vatican
  - Portugal
  - Brésil
  - Grèce
  - WorldCat